# Rosa hawrana
Rosa hawrana — вид рослин з родини розових (Rosaceae); зростає в Угорщини.

## Опис
Приквітки, як правило, без колючок. Листочки еліптичні, зверху голі, запушені знизу. Квіти рожеві, 5 см в поперечнику. Плід кулястий, щільно щетинистий.

## Поширення
Зростає в Угорщині.